# Koku Bungaku Kenkyū Shiryōkan

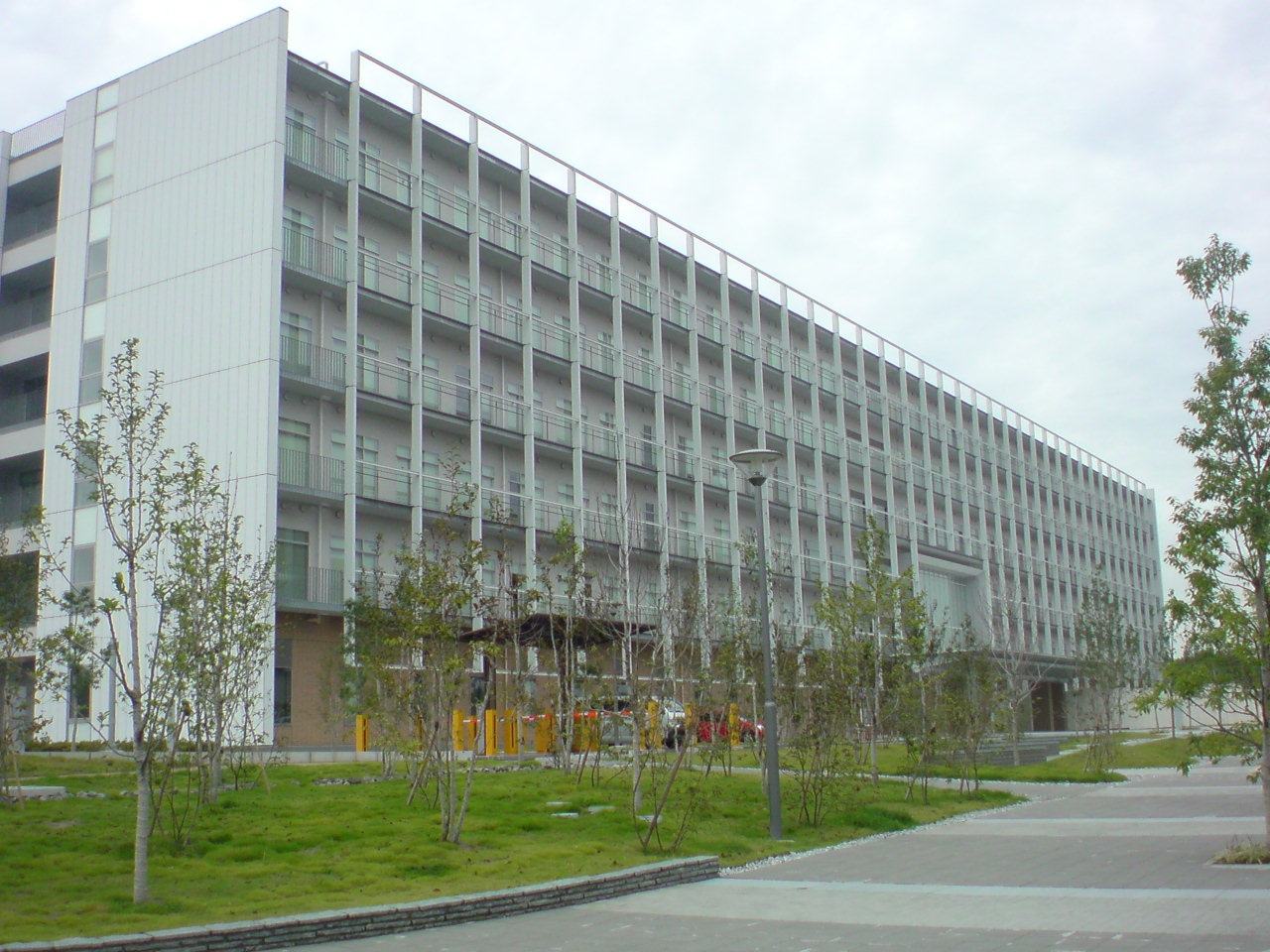
Ansicht des Instituts Nordostseite

Das Koku Bungaku Kenkyū Shiryōkan (japanisch 国文学研究資料館, dt. „Nationales Forschungsinstitut für japanische Literatur“, engl. National Institute of Japanese Literature, kurz: NIJL) ist eine von sechs japanischen Forschungseinrichtungen, die zu den „Nationalen Forschungseinrichtungen für Geisteswissenschaften“ (NIHU) gehört. Die NIHU wiederum ist als Körperschaft des öffentlichen Rechts Bestandteil einer „Dachorganisation für die Zusammenarbeit und interdisziplinäre Forschung von Universitäten“.
Das Forschungsinstitut für japanische Literatur, das seinen Sitz in Tachikawa in der Präfektur Tokio hat, wurde im Mai 1972 gegründet. 2004 wurde es mit dem „Archiv des Kultusministeriums“ (文部省史料館, Monbushō Shiryōkan) zusammengeführt. Die Hauptaufgabe des Forschungsinstituts ist der Erhalt von Handschriften und Büchern zur Erforschung der japanischen Literatur. Das Institut unterhält verschiedene Datenbanken, die Online abgerufen werden können. Es gibt zudem einen Jahresbericht (国文学年刊, Kokubungaku Nenkan) zum aktuellen Forschungsstand heraus.

## Übersicht
1966 riet der japanische Wissenschaftsrat (日本学術会議, Nihon Gakujutsu Kaigi) der Regierung zur Einrichtung eines „Zentrums für Forschungsmaterialien zur japanische Sprache und Literatur“ (国語・国文学研究資料センター, Kokugo Kokubungaku Kenkyū Shiryō Sentā). Auf Drängen einer wissenschaftlichen Kommission hin wurde 1972 das Institut in den Räumlichkeiten des Archivs des Kultusministeriums eingerichtet. 2004 wurde die „Graduiertenuniversität für interdisziplinäre Forschung“ (総合研究大学院大学 Sōgō kenkyū daigakuin daigaku, engl. Graduate University for Advanced Studies) eingerichtet. Im Zuge der Einrichtung dieser Universität wurde die Forschungseinrichtung reorganisiert. Sie erhielt ihren heutigen Namen, aus dem der Hinweis auf das Archiv verschwunden ist, und wurde als juristische Person den „Nationalen Forschungseinrichtungen für Geisteswissenschaften“ untergeordnet. Seither ist das Forschungsinstitut für japanische Literatur zuständig für die Fachbereiche Geschichte und Literatur der philosophischen Fakultät der Graduiertenuniversität. 2008 zogen das Archiv und das Forschungsinstitut, deren Verwaltung und Organisation sich weiterhin unterschied, von Shinagawa in die neuen Räumlichkeiten in Tachikawa. 2009 zogen dazu noch das National Institute of Polar Research und das Institute of Statistical Mathematics in das Gebäude ein. 2010 hörte das ursprüngliche Archiv im Zuge einer internen Reorganisation auf zu existieren. Es dient heute als Dokumentensammlung für die Geschichtsforschung.
Die Forschungseinrichtung verfügt gegenwärtig über ca. 200.000 Originalwerke, Hand- und Abschriften, Dokumente, Bilder, Fachzeitschriften und Bücher zur japanischen Literatur. Darüber hinaus besitzt es eine Vielzahl von Sammlungen etwa zum Volkskundler Shibusawa Keizō, zu alten Daimyō- und Adelsfamilien wie dem Sanada-, Tsugaru- und Hachisuka-Klan. Dazu etwa 500.000 historische Dokumente der Präfekturbehörden von Akita und Gunma oder auch über Einzelpersonen wie General Suzuki Soroku oder den Politiker und Lyriker Moriya Eifu vom vormodernen Japan bis in die Gegenwart.

## Elektronische Datenbanken (Auswahl)
- Neue Bilddatenbank der Nara Ehon (bebilderter Bücher) (新奈良絵本データベース)
- Datenbank mit dem Standort und den bibliografischen Angaben über klassische Werke der japanischen Literatur und biografische Angaben zu den Autoren (日本古典籍総合目録データベース, Nihon kotenseki sōgō mokuroku dētabēsu), verzeichnet 471.000 Werke, 69.100 Autoren und 525.000 bibliographische Angaben
- Datenbank alter japanischer Bücher (19.900) und Mikrofiche (224.800) (所蔵和古書・マイクロ／デジタル目録データベース, Shozō wakosho maikuro mokuroku dētabēsu)
- Katalog von Aufsätzen zur japanischen Literatur (国文学論文目録データベース, Kokubungaku ronbun mokuroku dētabēsu) mit ca. 550.000 Einträgen
- Biobibliographische Datenbank (伝記解題データベース)
- Datenbank geschichtlicher Materialien und Quellen (史料情報共有化データベース, Shiryō jōhō kyōyūka dētabēsu), kollaborative Datenbank, an die Archive und Institute landesweit angeschlossen sind
- Datenbank über die Aufbewahrungsorte geschichtlicher Quellen (史料所在情報データベー, Shiryō shozai jōhō kensaku dētabēsu)
- Renga-, Nō- und Gagaku-Datenbank (連歌・演能・雅楽データベース)
- Datenbank japanischer Buchstempel (蔵書印データベース, Zōshoin dētabēsu)[2]